# Duomyia foliata
Duomyia foliata är en tvåvingeart som beskrevs av Mcalpine 1973. Duomyia foliata ingår i släktet Duomyia och familjen bredmunsflugor. Inga underarter finns listade i Catalogue of Life.